# NGC 6100
NGC 6100 est une vaste galaxie spirale intermédiaire située dans la constellation du Serpent. Sa vitesse par rapport au fond diffus cosmologique est de 4 941 ± 9 km/s, ce qui correspond à une distance de Hubble de 72,9 ± 5,1 Mpc (∼238 millions d'al). NGC 6100 a été découverte par l'astronome américain Lewis Swift en 1886.
Les bras spiraux sont clairement visibles sur l'image obtenue des données du relevé SDSS (voir l'encadré ci-contre à droite), par contre on ne voit pas de barre au centre de cette galaxie. Malgré cela, la classification de spirale intermédiaire préconisée par la base de données NASA/IPAC et par le professeur Seligman décrit mieux cette galaxie.